# 伊得
伊得（阿美語：Ciawday/Hawa idek/Idek/IdotsukuKawas no 'alo/Sa'owac；撒奇萊雅語：Botong/Votong），亦可稱做依勒克、哈威德克、依羅，是台灣阿美族神話中的河神，最終變為了彩虹。
- 在撒奇萊雅族則被視為智慧之神。

## 身世
伊得是神族系譜中的第八代神祇，他的父親是霧之神Masriu、母親是雲女神Maavok，妻子是姊妹之一的Rungos。他住在現今馬太鞍部落的西方。
1. 在部分版本中，他的妻子則是一個叫做伊娃（Iwa/Rume/Sayan）的人類。
2. 在撒奇萊雅族的神話當中，伊得的父母為Votoc/Vatongvong/Vatoyyan與Maavok/Savak。

## 職責
伊得是河神，凡是在河裡捕魚的人皆依靠祂的守護才能平安且滿載而歸。有人下海捕魚時也呼喚伊得來保佑，所以也有人說伊得是「漁夫之神」 :51此外，在部分的社(例如：港口部落)，便將伊得視為海神進行祭祀:169，在馬太鞍部落，他也因為後代多跟穀物、農業有關係，和姊妹拉悠（Lajo）一起被視為穀物神的祖神之一。

## 神話傳說
伊得留下許多神話傳說，其中關於《彩虹傳說》又可分為數個版本。

### 陀螺起源
伊得犁田的方法跟普通人不一樣，他並不會放火燒田，而是製作巨大木頭或竹子陀螺（Acocol），並拉起線環繞田四個邊中的其中三個、在線的兩端綁上陀螺並打出去，讓陀螺把線收起，並割斷田中的所有草木，利用陀螺來犁田，他本人再喝許多水、在田邊小便，將割下來的植物沖出田外:59。

### 變木頭
伊得懶得走路時，會躺在地上變成一塊木頭，讓人以為是真的木頭搬回家燒，回到家要放下時又變回原樣；當迎面的方向有美女走過來時，他也會變成地上的木頭，讓對方跨過自己、趁機看私處，如果是醜女時則會變成一根細樹枝。

### 木屑捕魚
伊得將木屑灑滿水池，使得魚群紛紛死亡，從而獲得比用魚籠所捕獲還要多的漁獲。

### 毛人
有一次，部落全體的男性們一起去河邊捕魚，伊得負責在河邊的小屋中看守大家的便當，趁著沒有人注意時，他從自己的身上拔下三根毛，變成許多跟出來捕魚的男性一樣的「毛人」，讓他們帶著許多魚回去，並且施展法術，讓部落上方的天空變黑，讓婦女們以為天黑而男人們捕完魚回家了，各自跟自己的「丈夫」上床睡覺，過了一段時間後伊得又解除法術，讓偽裝成丈夫們的毛都回到自己身上。
後來事情曝光後，部落的人一致認定是伊得所為，派了一群人去殺他，但伊得一方面以自己一直在看守便當為藉口堅持自己的清白、另一方面又叫那些人之後再來殺自己，但等到三天後那些人又上門時，他已經用體毛變出數量比部落青年多三倍的毛人軍隊，逼迫他們只好放棄。

### 女婿
伊得的女婿是Lajo的兒子Maulai，但馬烏賴在他們家生活得很不習慣，在Maulai入贅他們家後第一次收割時，Maulai經過他同意要殺豬進行罐祭儀式（Mivtek）而走進豬寮，但裡面卻只有竹子，他雖然跟伊得反應但不被相信，兩人一起進去時竹子卻又變成了豬；再進行完儀式並吃午飯時，殺豬時的豬血、灰燼和木炭卻突然變成螞蟻、綁豬的藤條變成蜈蚣、豬糞變成糞金龜、豬毛變成蚯蚓，嚇了Maulai一跳，下午收割了一點就想回去；後來伊得又叫Maulai找狗來，Maulai找不到，伊得只是呼喚幾聲，石頭就變成了許多的狗；又過了幾天直到收割完後，伊得帶部落的人去捕魚，要他們在一處乾涸的河床上抓魚，大家都以為他在找麻煩，但伊得叫他們去生火，自己在溪底捕魚，結果捕了三十多斤的魚回來，還往返了兩三次，眾人前往河邊看時，河已經充滿了水，而水裡也游著許多魚。
因為生活上的種種困擾，Maulai最後跟妻子Maruravas離婚逃了回家，也有說法認為那是伊得不喜歡這個女婿而刻意刁難的。

### 彩虹傳說
不同於《七彩釣竿》，是屬於另一種類型的阿美族彩虹傳說。

#### 彩虹的守候
雨神跟太陽神發生爭執，使得雨神氣的在家不出門，天空不下雨，造成多處旱災、森林會起火，種植的食物要不是枯死，就是被森林的大火給燒光。最終在伊得地調解下，四季的氣候可以繼續穩定的運行。後伊得又帶著農作物的種子來到人間，依承諾分送食物給所有人。某次太陽神和雨神又發生爭吵，使得大地再次乾旱枯萎，伊得解救人們不受飢荒之苦，並教導人們如何種植的好，後與長老的女兒Iwo結婚。隨著日子安樂，伊得也越發愁苦起來，在離開當天和傷心的Iwo表示將會變為玉白色的天梯接引她昇天，但期間不得嘆氣，然而當妻子爬上天梯時卻因違反規定，使得天梯斷裂而摔死。伊得因不及拯救妻子而自責，路過的雨神在聽聞後也落下眼淚，最終變成了一座潭。聞聲而來的太陽神前來關心，當陽光照射在伊得身上時出現了七彩光芒，令伊得想起妻子穿著的七彩衣裳，感覺像是妻子回到了身邊，於是停止了哭泣。從此每到雨後，伊得就默默地站在半空中，讓太陽神為他照出妻子的身影:4:59。

#### 伊得的陷阱
伊得要回到天上時，懷孕的妻子也想跟著過去，因此伊得便規定妻子在攀爬天梯時不得打呵欠，然而最終妻子違反了規定。於是伊得便製作彩虹阻攔妻子繼續攀爬，並在抵達天上後將天梯踢倒，使自己的妻子及尚未出生的孩子活活摔死。

## 影響
阿美族人認為此傳說為難產的起源。。